# Burzoe

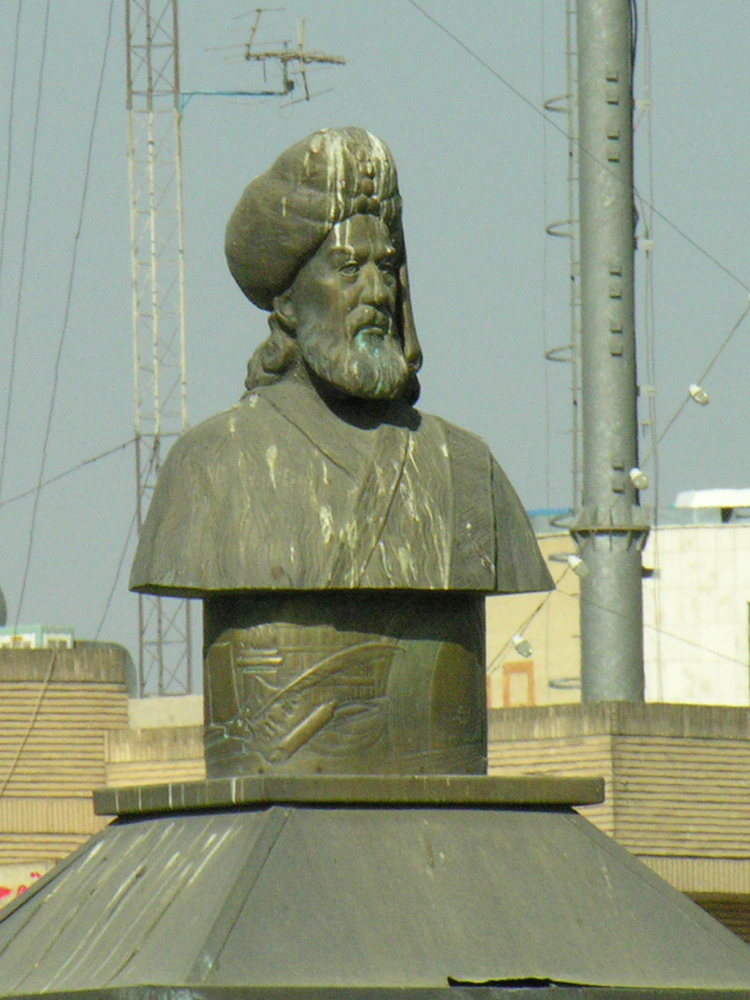
Denkmal des Burzoe auf dem nach ihm benannten Platz in Isfahan

Burzoe oder Borzuye (Bozorgmehr, auch Borsuyeh; persisch برزویه, DMG Borzūye, Burzōē) war ein persischer Arzt und Staatsmann im sassanidischen Iran des 6. Jahrhunderts n. Chr. Burzoe war Kanzler und Leibarzt des persischen Großkönigs Chosrau I. Anuschirawan sowie Gelehrter an der Akademie von Gundischapur. Er übersetzte das indische Panchatantra aus dem Sanskrit ins Mittelpersische (Pahlavi). Das Buch wurde als Karīrak ud Damnak und später als Kalīla wa Dimna bekannt. Das Werk enthält Fabeln und Geschichten, in denen Tiere die Hauptrolle spielen.
Als Leibarzt Chosraus soll er laut dem Dichter Firdausi einen Traum des Herrschers von einer aufgehenden Sonne in Arabien als Voraussage des Erscheinens des Propheten Mohammed und die Verdrängung der Lehre Zarathustras gedeutet haben, woraufhin Chosrau tief erschüttert gewesen sei und kurz darauf gestorben sein soll.
Das Buch Pandnāmak-i Vozurgmihr-i Buchtakān wird ebenfalls Burzoe zugeschrieben. Auch dieses wurde in verschiedene moderne Sprachen übersetzt.
Burzoe hatte die Regeln des aus Hindustan an Chosraus Hof gebrachten Schachspiels herausgefunden. Die Erfindung des Brettspiels Backgammon (mittelpersisch nywʾlthšyl nēw-ardaxšīr [Buch-Pahlavi]) wird Burzoe zugeschrieben.
Seine Einleitung zu Kalīla wa Dimna zeigt, dass Burzoe eine religionsskeptische Haltung einnahm, falls ihm Ibn Al-Moqaffa, sein Übersetzer ins Arabische, die Worte nicht andichtete.